# Liste von Sakralbauten in Neuss
Die Liste von Sakralbauten in Neuss enthält die Kirchengebäude und andere Sakralbauten in der Stadt Neuss. Zu Klöstern siehe Liste von Klöstern in Neuss.

## Christentum

### Katholische Kirchen
| Abbildung      | Name                     | Standort                               | Koordinaten                     | Bauzeit | Pfarrei                                      | Besonderheiten                                                                           |
| -------------- | ------------------------ | -------------------------------------- | ------------------------------- | --- | -------------------------------------------- | ---------------------------------------------------------------------------------------- |
| weitere Bilder | St. Andreas              | Norf Norfer Kirchstraße 57             | 51° 9′ 22″ N, 6° 43′ 27″ O      | 18. Jahrhundert | St. Quirinus                                 | Rokoko-Kirche                                                                            |
| weitere Bilder | Antoniuskapelle          | Schlicherum St. Antoniusstraße 23      | 51° 8′ 34″ N, 6° 43′ 20″ O      | 1630er Jahre | St. Quirinus                                 | Barock-Kirche                                                                            |
| weitere Bilder | St. Barbara              | Barbaraviertel Blücherstraße 20        | 51° 12′ 54″ N, 6° 41′ 29″ O     | 1932/33 (1957 erweitert um einen 31 m hohen Turm)                                                                                            | St. Quirinus                                 | Freskogemälde an der Chorwand von Peter Hecker                                           |
| weitere Bilder | Christ König             | Furth Friedenstraße 12                 | 51° 12′ 29,4″ N, 6° 40′ 19,1″ O | 1955 | Christ-König – PG Neuss-Nord                 |                                                                                          |
| weitere Bilder | St. Cornelius            | Erfttal Harfferstraße 46               | 51° 10′ 11,6″ N, 6° 43′ 31,5″ O | 1979–1980 | St. Quirinus                                 |                                                                                          |
| weitere Bilder | Corneliuskapelle         | Selikum Gerhard-Hoehme-Allee           | 51° 10′ 10,8″ N, 6° 42′ 9,7″ O  | Wiederherstellung 1950 |                                              |                                                                                          |
| weitere Bilder | St. Cyriakus             | Grimlinghausen Rheinuferstraße 76      | 51° 10′ 47″ N, 6° 44′ 27″ O     | 1955 | St. Quirinus                                 | Neubau nach Kriegszerstörung unter Einbeziehung des neugotischen Turms von 1862 bis 1863 |
| weitere Bilder | St. Elisabeth            | Reuschenberg Pastor-Doppelfeld-Platz 1 | 51° 10′ 4,9″ N, 6° 40′ 52,3″ O  | 1950/1951 | St. Elisabeth – PG Neuss-West/Korschenbroich |                                                                                          |
| weitere Bilder | Dreikönigenkirche        | Stadtmitte Jülicher Str. 63            | 51° 11′ 23″ N, 6° 41′ 19″ O     | 1909–1911 | St. Quirinus                                 | Bedeutende Fenster des Künstlers Jan Thorn Prikker                                       |
| weitere Bilder | Heilig Geist             | Weißenberg Neusser Weyhe 70            | 51° 12′ 56,2″ N, 6° 40′ 32,7″ O | 1972/1973 | Heilig Geist – PG Neuss-Nord                 | Innenraummalerei von Georg Ettl                                                          |
| weitere Bilder | St. Hubertus             | Reuschenberg Aurinstraße 2             | 51° 10′ 11,2″ N, 6° 41′ 45,5″ O | 1961–1963 | St. Hubertus – PG Neuss-West/Korschenbroich  |                                                                                          |
|                | Klosterkirche Immaculata | Neuss Augustinusstraße 46              | 51° 11′ 27,6″ N, 6° 42′ 15,5″ O | 1931–1935 | St. Quirinus                                 |                                                                                          |
|                | St. Josef                | Weckhoven Am Lindenplatz               | 51° 9′ 32,3″ N, 6° 41′ 33,8″ O  | 1900/01 | ehemals St. Josef - PG Neusser Süden         | Architekt: Julius Busch                                                                  |
|                | St. Josef                | Nordkanalallee 99                      | 51° 11′ 29,6″ N, 6° 42′ 4,8″ O  | | Alexius/Josef Krankenhaus                    |                                                                                          |
| weitere Bilder | St. Josef                | Weißenberg Gladbacher Straße 7         | 51° 13′ 2,3″ N, 6° 39′ 48,3″ O  | 1883–1884 | St. Josef – PG Neuss Nord                    | Architekt: Julius Busch                                                                  |
| weitere Bilder | St. Kamillus             | Stadionviertel Glehner Weg 41          | 51° 11′ 45″ N, 6° 40′ 13″ O     | 1973 | St. Quirinus                                 | Ehem. Klosterkirche des Kamillianerorden                                                 |
| weitere Bilder | St. Konrad               | Gnadental Konradstraße 33              | 51° 10′ 59″ N, 6° 42′ 55″ O     | 1954–1955 | St. Quirinus                                 |                                                                                          |
|                | Klosterkirche Kreitz     | Holzheim Am Kreitz 1                   | 51° 10′ 10,7″ N, 6° 39′ 19,2″ O | Wiederaufbau 1955/1956 |                                              |                                                                                          |
| weitere Bilder | Marianum                 | Neuss Preußenstraße 66                 | 51° 11′ 27,5″ N, 6° 40′ 32,1″ O | 1908 |                                              | Heute in privater Trägerschaft und bekannt als Mack-Kapelle                              |
| weitere Bilder | St. Marien               | Stadtmitte Marienkirchplatz 30         | 51° 12′ 12,7″ N, 6° 41′ 10,8″ O | 1899–1902 (Eröffnung nach Wiederaufbau: 1950)                                                                                                | St. Quirinus                                 | Fenster von Emil Wachter und größte Kirche in der Innenstadt, Architekt Julius Busch     |
|                | Marienberg               | Stadtmitte                             | 51° 12′ 0,9″ N, 6° 41′ 36,3″ O  | Mitte 15. Jahrhundert |                                              | Klosterkirche und Kirche der italienischen Gemeinde                                      |
| weitere Bilder | St. Martinus             | Holzheim Hauptstr. 4                   | 51° 9′ 38,4″ N, 6° 40′ 3,5″ O   | 1195 erste schriftliche Zeugnisse, 1841/42 durch einen Neubau ersetzt; bis auf den Turm am 25. November 1944 zerstört, Wiederaufbau 1948/49. | St. Martinus – PG Neuss-West/Korschenbroich  |                                                                                          |
| weitere Bilder | St. Martinus             | Uedesheim Rheinfährstr. 200            | 51° 9′ 55″ N, 6° 47′ 36″ O      | 1959–1960 | St. Quirinus                                 | Renovierung 2001                                                                         |
| weitere Bilder | St. Michael              | Norf-Derikum Lahnstr. 9–11             | 51° 9′ 48,3″ N, 6° 44′ 12,4″ O  | Mitte 20. Jahrhundert | St. Quirinus                                 | moderner Flachbau                                                                        |
| weitere Bilder | Obertorkapelle           | Stadtmitte                             | 51° 11′ 39,7″ N, 6° 41′ 55,2″ O | |                                              | Am Obertor der alten Neusser Stadtmauer                                                  |
|                | St. Paulus               | Weckhoven Maximilian-Kolbe-Str. 4      | 51° 9′ 22,1″ N, 6° 41′ 57,4″ O  | 1966–1968 | St. Quirinus                                 | zeltförmig mit Kuppeldach, Architekt: Fritz Schaller                                     |
| weitere Bilder | St. Peter                | Hoisten Schützenstr. 8                 | 51° 8′ 28,4″ N, 6° 42′ 20,8″ O  | 1887–1988 | St. Quirinus                                 | neoromanische Basilika, Architekt Julius Busch                                           |
| weitere Bilder | St. Peter                | Rosellen Brunnenstraße 1               | 51° 7′ 59″ N, 6° 43′ 39,2″ O    | Mitte 19. Jahrhundert | St. Quirinus                                 | dreischiffige Hallenkirche                                                               |
|                | St. Pius X.              | Stadionviertel                         | 51° 11′ 20,6″ N, 6° 40′ 35,2″ O | 1966 | St. Quirinus                                 |                                                                                          |
| weitere Bilder | St. Quirinus             | Stadtmitte                             | 51° 11′ 56,5″ N, 6° 41′ 35,5″ O | Grundsteinlegung 1209 | St. Quirinus                                 | Reliquien des Heiligen Quirinus (Neusser Stadtpatron)                                    |
| weitere Bilder | St. Sebastianus          | Stadtmitte                             | 51° 11′ 59,1″ N, 6° 41′ 21,7″ O | Wiederaufbau 1950er | St. Quirinus                                 | Klosterkirche                                                                            |
| weitere Bilder | St. Stephanus            | Grefrath Lüttenglehner Str. 74         | 51° 10′ 18,6″ N, 6° 38′ 0,1″ O  | 1862–1864 | St. Stephanus – PG Neuss-West/Korschenbroich | Baumeister Vinzenz Statz, Fenster von Eduard von Steinle                                 |
| weitere Bilder | St. Thomas Morus         | Vogelsang Furtherhofstr. 29            | 51° 13′ 25,1″ N, 6° 39′ 54,9″ O | 1968–1969 | St. Thomas Morus – PG Neuss-Nord             |                                                                                          |

### Evangelische Kirchen
| Abbildung      | Name                       | Standort                         | Bauzeit                                                                                       | Kirchengemeinde                            | Besonderheiten                      |
| -------------- | -------------------------- | -------------------------------- | --------------------------------------------------------------------------------------------- | ------------------------------------------ | ----------------------------------- |
| weitere Bilder | Reformationskirche         | Furth Frankenstr. 63             |                                                                                               | Evangelische Reformatorionskirchengemeinde |                                     |
|                | Auferstehungskirche        | Gohrer Str. 41                   |                                                                                               | Evangelische Kirchengemeinde Neuss-Süd     |                                     |
| weitere Bilder | Christuskirche Neuss       | Stadtmitte Breite Str. 111       | 1904–1906                                                                                     | Evangelische Stadtkirchengemeinde          | Höchster Kirchturm der Stadt (61 m) |
| weitere Bilder | Dietrich-Bonhoeffer-Kirche | Neuss Einsteinstraße 194         |                                                                                               | Evangelische Stadtkirchengemeinde          | 2014 wurde ein Turm ergänzt         |
|                | Erlöserkirche              | Reuschenberg Bergheimer Straße   |                                                                                               | Evangelische Kirchengemeinde Neuss-Süd     |                                     |
| weitere Bilder | Friedenskirche             | Norf Wisselter Weg               | 1961                                                                                          | Evangelische Kirchengemeinde am Norfbach   | 1994 um eine Vorhalle erweitert     |
|                | Friedenskirche             | Uedesheim Rheinfährstraße        |                                                                                               | Evangelische Kirchengemeinde Neuss-Süd     |                                     |
| weitere Bilder | Kreuzkirche                | Gnadental Artur-Platz-Weg 2      | Weihe 1965                                                                                    | Evangelische Kirchengemeinde Neuss-Süd     |                                     |
| weitere Bilder | Paul-Schneider-Haus        | Erfttal Bedburger Straße         |                                                                                               |                                            |                                     |
|                | Trinitatiskirche           | Rosellerheide Koniferenstraße 19 |                                                                                               | Evangelische Kirchengemeinde am Norfbach   |                                     |
| weitere Bilder | Versöhnungskirche Neuss    | Furth Furtherhofstraße 42        | 1966 Abriss aus sicherheitstechnischen und finanziellen Gründen notwendig, Neubau ist geplant | Evangelische Reformationskirchengemeinde   | Architekt: Otto Napp-Saarbourg      |
| weitere Bilder | Markuskirche               | Grefrath Trockenpützstraße 14    |                                                                                               | Evangelische Stadtkirchengemeinde          |                                     |

### Freikirchen und sonstige Kirchen
| Abbildung      | Name                   | Standort                    | Bauzeit | Besonderheiten |
| -------------- | ---------------------- | --------------------------- | ------- | --- |
| weitere Bilder | Auferstehungskirche    | Furth Weißenberger Weg 172a |         | Baptisten. Die Immanuel-Gemeinde im Bund Freikirchlicher Pfingstgemeinden, vormals Rheintorstrasse 24, hat sich mittlerweile der Auferstehungskirche angeschlossen. |
|                | Christengemeinde       | Norf Mainstraße 85          |         | |
|                | Neuapostolische Kirche | Holzheimer Weg 13           | 1960    | Gemeindegründung 1924 |
|                | Neuapostolische Kirche | Norf An der Norf 14         | 1992    | |
|                | Königreichssaal        | Holzheim Eisenstraße 6a     |         | Zeugen Jehovas |

### Orthodoxe Kirchen
| Abbildung | Name                           | Standort          | Bauzeit | Besonderheiten                                                                             |
| --------- | ------------------------------ | ----------------- | ------- | ------------------------------------------------------------------------------------------ |
|           | Gemeinde der Heiligen Erzengel | Alexianerplatz 1  |         | Russisch-orthodoxe Kirche des Moskauer Patriarchats. Ehemalige Klosterkirche der Alexianer |
|           | Heiliger Nektarios             | Am Lindenplatz 31 |         | Griechisch-orthodoxe Kirche                                                                |

## Judentum
| Abbildung | Name                  | Standort         | Bauzeit   | Besonderheiten |
| --------- | --------------------- | ---------------- | --------- | --- |
|           | Alte Synagoge (Neuss) | Promenadenstraße | 1865–1867 | Die alte Synagoge fiel 1938 der Brandstiftung anheim. Der Bildhauer Ulrich Rückriem schuf ein Mahnmal zur Erinnerung an die ermordeten Neusser Juden am Standort gegenüber der zerstörten Synagoge, über dem während des Zweiten Weltkrieges einer der Hochbunker von Neuss errichtet wurde. Der Stein ist rund 2,70 Meter hoch und 30 Tonnen schwer. |
|           | Neue Synagoge (Neuss) | Leostraße        | 2020–2021 | Das Alexander-Bederov-Zentrum wurde nach dem Umbau zur Synagoge geweiht. |

## Islam
Es gibt in Neuss folgende Moscheen und Gebetsräume:
| Abbildung | Name                                                            | Standort                                | Bauzeit | Bemerkungen                                         |
| --------- | --------------------------------------------------------------- | --------------------------------------- | ------- | --------------------------------------------------- |
|           | Alevitische Gemeinde Neuss e. V. – Alevi-Bektasi Kültür Merkesi | Kaarster Str. 4, 41462 Neuss            |         | in einer ehemaligen Schule                          |
|           | Moschee des Islamisch-Marokkanischen Vereins – Masjid al Hijrah | Bockholtstraße 86, 41460 Neuss          |         |                                                     |
|           | AMGT Mevlana Camii                                              | Büchel 40, 41460 Neuss                  |         |                                                     |
|           | Diyanet DITIB Merkez Camii                                      | Gielenstraße 7, 41460 Neuss             |         |                                                     |
|           | Moschee des deutsch-pakistanischen Kulturvereins                | Blücherstraße 29, 41460 Neuss           |         |                                                     |
|           | Moschee der Türkisch-Islamischen Union – Anadolu Camii (DITIB)  | Schellbergstraße 25, 41469 Norf-Derikum | 1995    | Mehrheitlich von türkischstämmigen Menschen besucht |
|           | Moschee des Bildungs- und Kulturvereins Neuss                   | Am Palmstrauch 13, 41466 Neuss          |         | Mitglied im Verband der Islamischen Kulturzentren   |
|           | Moschee des Türkischen Kulturvereins Yunus Emre                 | Further Str. 83, 41462 Neuss            |         |                                                     |

## Antike
| Abbildung | Name              | Standort                  | Bauzeit | Bemerkungen           |
| --------- | ----------------- | ------------------------- | ------- | --------------------- |
|           | Kybele-Kultstätte | 51° 11′ 2″ N, 6° 43′ 3″ O | Antike  | Kybele- und Attiskult |